# Kreuzkopf (berg i Österrike, Tyrolen)
Kreuzkopf är ett berg i Österrike, på gränsen till Tyskland.   Det ligger i distriktet Reutte och förbundslandet Tyrolen, i den västra delen av landet, 400 km väster om huvudstaden Wien. Toppen på Kreuzkopf är 1 909 meter över havet, eller 482 meter över den omgivande terrängen. Bredden vid basen är 4,7 km.
Terrängen runt Kreuzkopf är varierad. Runt Kreuzkopf är det ganska glesbefolkat, med 26 invånare per kvadratkilometer.. Närmaste större samhälle är Reutte, 8,4 km väster om Kreuzkopf. 
I omgivningarna runt Kreuzkopf växer i huvudsak barrskog.